# Norwegian Getaway
Norwegian Getaway er et krydstogtskib ejet af det amerikanske rederi Norwegian Cruise Line.
Skibet er søsterskib til Norwegian Breakaway og blev bygget på det tyske skibsværft Meyer Werft i Papenburg. Norwegian Getaway blev leveret i 2013 og blev døbt 7. februar 2014 af Miami Dolphins Cheerleaders. Skibet stævnede ud på sin jomfrusejlads dagen efter.